# Silnice

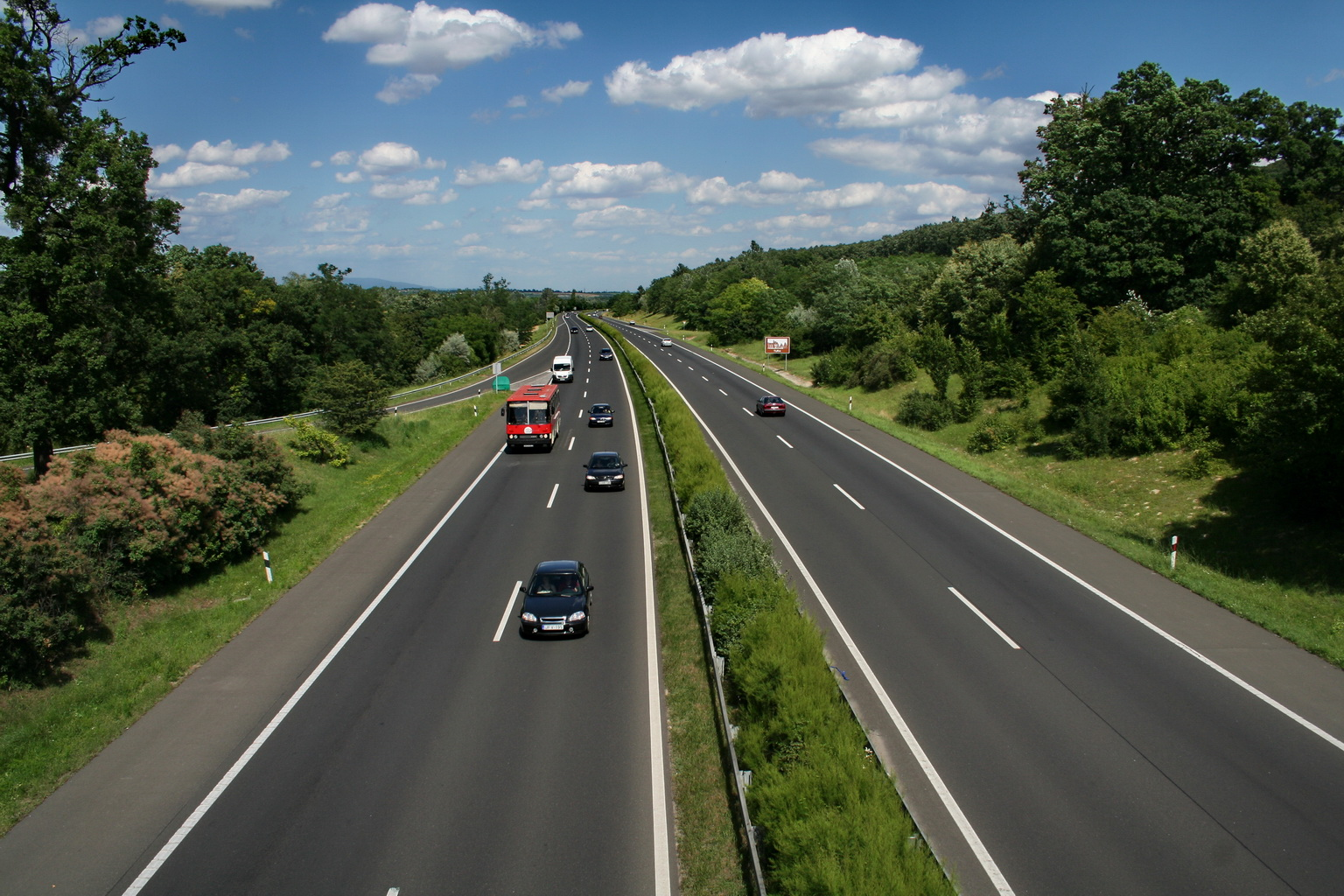
Dálnice M3 v Maďarsku

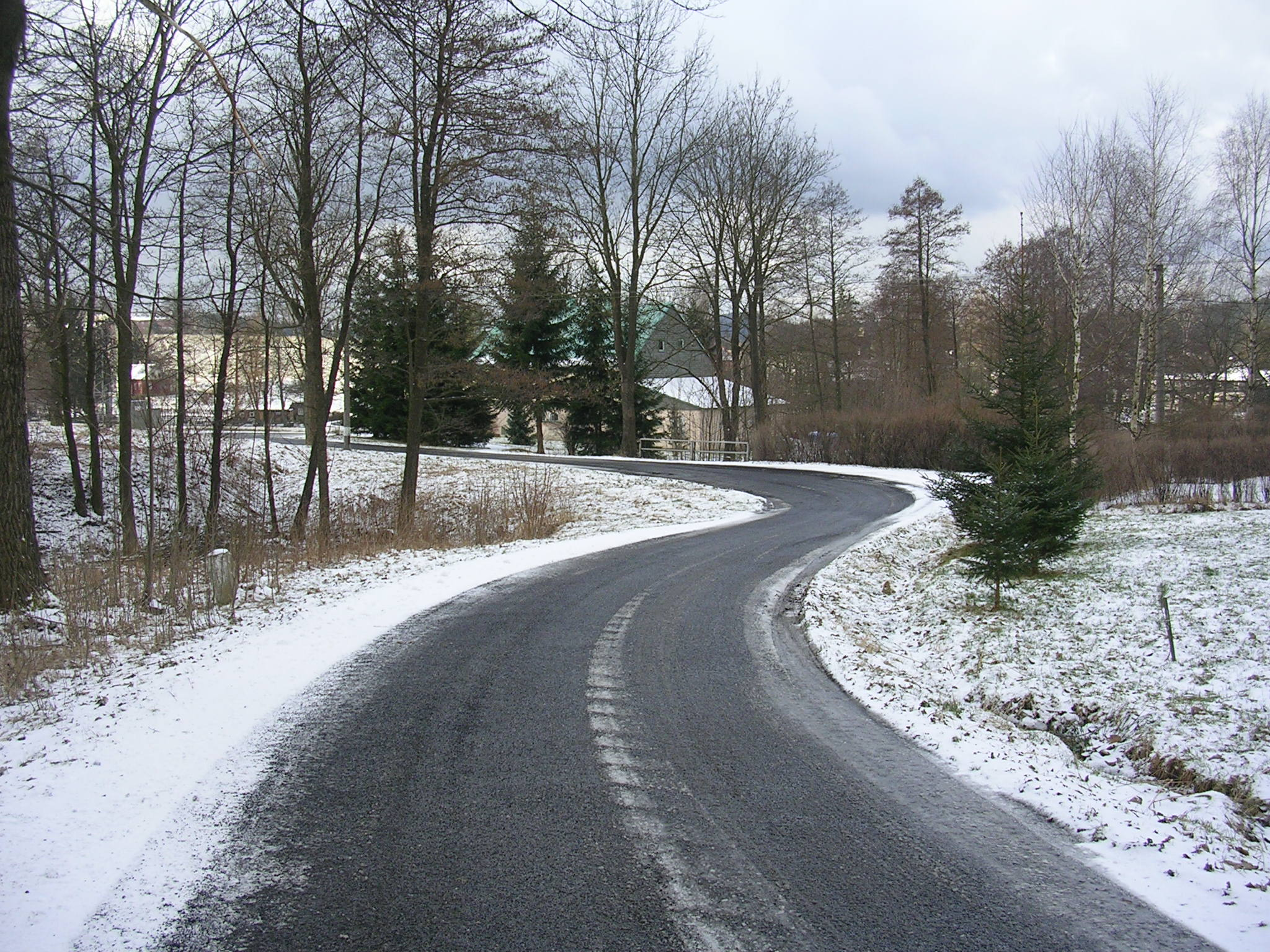
Průjezdní úsek silnice III. třídy v Doubici

Silnice je druh pozemní komunikace, dopravní stavba umožňující nekolejovou pozemní dopravu, zejména na větší vzdálenosti.
Slovo silnice má původ v dobách, kdy císař Karel IV. nechal zesílit tehdejší hlavní cesty (silná cesta = silnice). Na Moravě, zejména východní, a ve Slezsku se v obecném jazyce pro silnici běžně užívá slova cesta, stejně je tomu i ve spisovné slovenštině. Nejstarší doklad slova „silnice“ byl nalezen v rukopise Život svatých Otců z druhé poloviny 14. století.
Silnice často využívá pro překonání terénních překážek staveb, jako jsou například mosty či tunely, popřípadě ještě zářezy, odřezy nebo náspy.
V současné české dopravní terminologii jsou silnice jednou z kategorií pozemních komunikací. Dalšími skupinami jsou účelová komunikace, místní komunikace (ke kterým patří i ulice), rychlostní silnice a dálnice.

## Historie
První silnice v obecném smyslu slova stavěly už starověké civilizace. Významné jsou například silnice římského impéria. Nejznámější z nich je Via Appia, nejdelší ze všech dlážděných silnic v celé tehdejší římské říši. Až do rozvoje průmyslové revoluce platilo, že čím je silnice horší, tím více zbrzdí protivníka při případném vpádu do země.[zdroj?] V 19. století se stavěly silnice štěrkové, podložené několika druhy hrubého štěrku, s rozvojem automobilové dopravy ve 30. až 60. letech 20. století se stavěly dlážděné silnice. V té době se začínají objevovat i první dálnice, po první italské dálnici Autostrada dei Laghi následovaly především dálnice postavené v Německu za Adolfa Hitlera ve 30. letech z betonu[zdroj?], a v 50. letech Mezistátní dálniční systém D. Eisenhowera v USA. Časem byly beton i dlažba nahrazeny asfaltem, ze kterého se staví povrch silnic i dálnic dodnes. V Evropě je v současnosti ve výstavbě celoevropská dálniční síť. To se týká hlavně nových členských zemí EU a částečně i jejich kandidátských zemí.

## Silnice v Česku

### Třídy silnic
V České republice se rozlišují podle zákona o pozemních komunikacích (č. 13/1997 Sb.) tři třídy silnic:
- Silnice I. třídy je určena zejména pro dálkovou a mezistátní dopravu. Označuje se jednomístným nebo dvojmístným číslem, před nímž se někdy uvádí ještě římské číslo I oddělené lomítkem. V současné době jsou čísla 1–71. Ve stejném systému jsou číslovány i dálnice, před jejichž číslo se vkládá písmeno D. Některé úseky silnic I. třídy mohou mít obdobné stavebně technické vybavení jako dálnice.
- Silnice II. třídy je určena pro dopravu mezi okresy. Označuje se trojmístným číslem, před nímž se někdy uvádí ještě římské číslo II oddělené lomítkem. V současné době jich je cca 450.
- Silnice III. třídy je určena k vzájemnému spojení obcí nebo jejich napojení na ostatní pozemní komunikace. V terénu ani v mapách se zpravidla číslem neoznačují. V úředních dokumentech a specializovaných mapách se označují čtyř- nebo pětimístným číslem, před nímž se někdy uvádí ještě římské číslo III oddělené lomítkem. Číslo obvykle vychází z některé silnice I. nebo II. třídy, poblíž které začíná (např. u silnice II/128 je III/1280, u silnice I/19 je např. III/01924).

Obdobně se rozlišují třídy (I. až IV.) a funkční třídy A-D i u místních komunikací.
Vlastníkem dálnic a silnic I. třídy je stát. Vlastníkem silnic II. a III. třídy je od roku 2001 kraj, na jehož území se silnice nacházejí. Vlastníkem místních komunikací je obec. Silnice a místní komunikace jsou za stanovených podmínek veřejně přístupné na základě zákonem daného práva obecného užívání (§ 19 zákona č. 13/1997 Sb.). U dálnic je užívání podmíněno dálničním poplatkem.

### Čísla silnic
Podle § 2 odst. 1 vyhlášky č. 104/1997 Sb., kterou se provádí zákon o pozemních komunikacích 13/1997 Sb., se dálnice a silnice I. třídy označují čísly od 0 do 99; jde-li o dálnici, uvádí se v evidenci před číslici písmeno „D“. Silnice II. třídy se označují čísly od 100 do 999. Silnice III. třídy se označují jen v evidenci čtyř až pětimístnými čísly podle nejbližší dálnice, silnice I. nebo II. třídy, případně doplněnými indexem malým písmenem. Ramena jednosměrných silnic se označují indexem velkým písmenem. Silnice stanovené dle zvláštního předpisu pro mezinárodní provoz se označují též písmenem „E“ a číslem.
Čísla silnic I. třídy jsou jednociferná a dvojciferná, čísla silnic II. třídy trojciferná, čísla silnic III. třídy čtyřciferná a pěticiferná. V textu se čísla silnic zpravidla uvádějí společně s označením třídy silnice, které se uvádí před číslem silnice a odděluje lomítkem. 
V některých případech se za číslem silnice uvádí ještě písmenný index.
- u silnic I. nebo II. třídy index „A“ až „G“ nebo „N“ se používá k označení ramene směrově dělené silnice tam, kde část komunikace pro druhý směr není rovnoběžná s částí komunikace pro první směr. Silnice s tímto indexem není považována za samostatnou silnici.
- u silnic I. nebo II. třídy index „H“ až „Z“ kromě „N“ se používá k označení tahů na předběžně vložených částech silničních tahů, tj. tahů evidovaných v datové základně silniční sítě ještě před rozhodnutím ministerstva dopravy o změně v silniční síti, a předběžně zrušených tahů. Silnice s tímto indexem je považována za samostatnou silnici.
- u silnic III. třídy se používá index „a“ až „g“ nebo „n“ – je považován za součást čísla silničního tahu a silnice s indexem je považována za samostatnou silnici
- u silnic III. třídy index h“ až „z“ kromě „n“ se používá k označení tahů na předběžně vložených částech silničních tahů, tj. tahů evidovaných v datové základně silniční sítě ještě před rozhodnutím ministerstva dopravy o změně v silniční síti

### Silniční ochranné pásmo
Silniční ochranné pásmo je podle zákona o pozemních komunikacích definováno mimo souvisle zastavěné území u rychlostních komunikací do vzdálenosti 100 m od osy přilehlého jízdního pásu (pro reklamy, poutače a světelná zařízení 250 m), u ostatních komunikací I. třídy 50 m od osy přilehlého jízdního pásu (zpravidla vozovky), u silnic II. a III. třídy a místních komunikací II. třídy 15 m od osy přilehlého jízdního pásu.
V silničním ochranném pásmu podléhá stavební, reklamní i pěstební činnost přísnějším podmínkám, případně souhlasu silničního správního úřadu. Vlastníci pozemků v ochranném pásmu jsou povinni strpět nezbytné činnosti vlastníka komunikace.

### Státní správa
Ministerstvo dopravy rozhoduje o zařazení pozemní komunikace do kategorie silnice nebo dálnice a o zrušení silnice nebo dálnice. Vykonává působnost silničního správního úřadu a speciálního stavebního úřadu pro dálnice. Rozhoduje o odvoláních proti rozhodnutím krajských úřadů.
Krajské úřady vykonávají působnost silničního správního úřadu a speciálního stavebního úřadu pro silnice I. třídy s výjimkou kompetencí, které jsou vyhrazeny Ministerstvu dopravy. Rozhoduje o zařazení do kategorie nebo (se souhlasem ministerstev) o zrušení silnic II. a III. třídy. Rozhoduje o odvoláních proti rozhodnutím obecních úřadů a obcí.
Obecní úřady obcí s rozšířenou působností vykonávají působnost silničního správního úřadu a speciálního úřadu zejména ve věcech silnic II. a III. třídy. Projednávají přestupky na dálnicích i silnicích.